# Strikeforce
Strikeforce е американска организация за смесени бойни изкуства и кикбокс, базирана в Сан Хосе, Калифорния, която работи от 1985 до 2013 г. Оглавява се от главния изпълнителен директор Скот Кокър.
Събитията на организацията и състезанията на живо са показвани по CBS, дебютирайки на 7 ноември 2009 г., и Showtime в САЩ. В международен план събитията на Strikeforce се излъчват по Super Channel в Канада, Primetime в Обединеното кралство, SKY PerfecTV! в Япония, HBO Plus в Бразилия, Space в Латинска Америка и Карибите и в мрежата на американските сили.
В началото на 2011 г. Strikeforce е закупена от собственика на американската Ultimate Fighting Championship Zuffa LLC, което в крайна сметка затваря промоцията и прехвърля останалите договори с бойци в списъка на UFC.